# Летучие драконы
Летучие драконы (лат. Draco) — род ящериц из семейства агамовых, обитающий в Юго-Восточной Азии. В литературе также встречаются другие русские названия этого рода — драконы, летающие драконы. От других ящериц отличаются широкими кожными складками по бокам, позволяющими им планировать на расстояние свыше 20 м.

## Описание

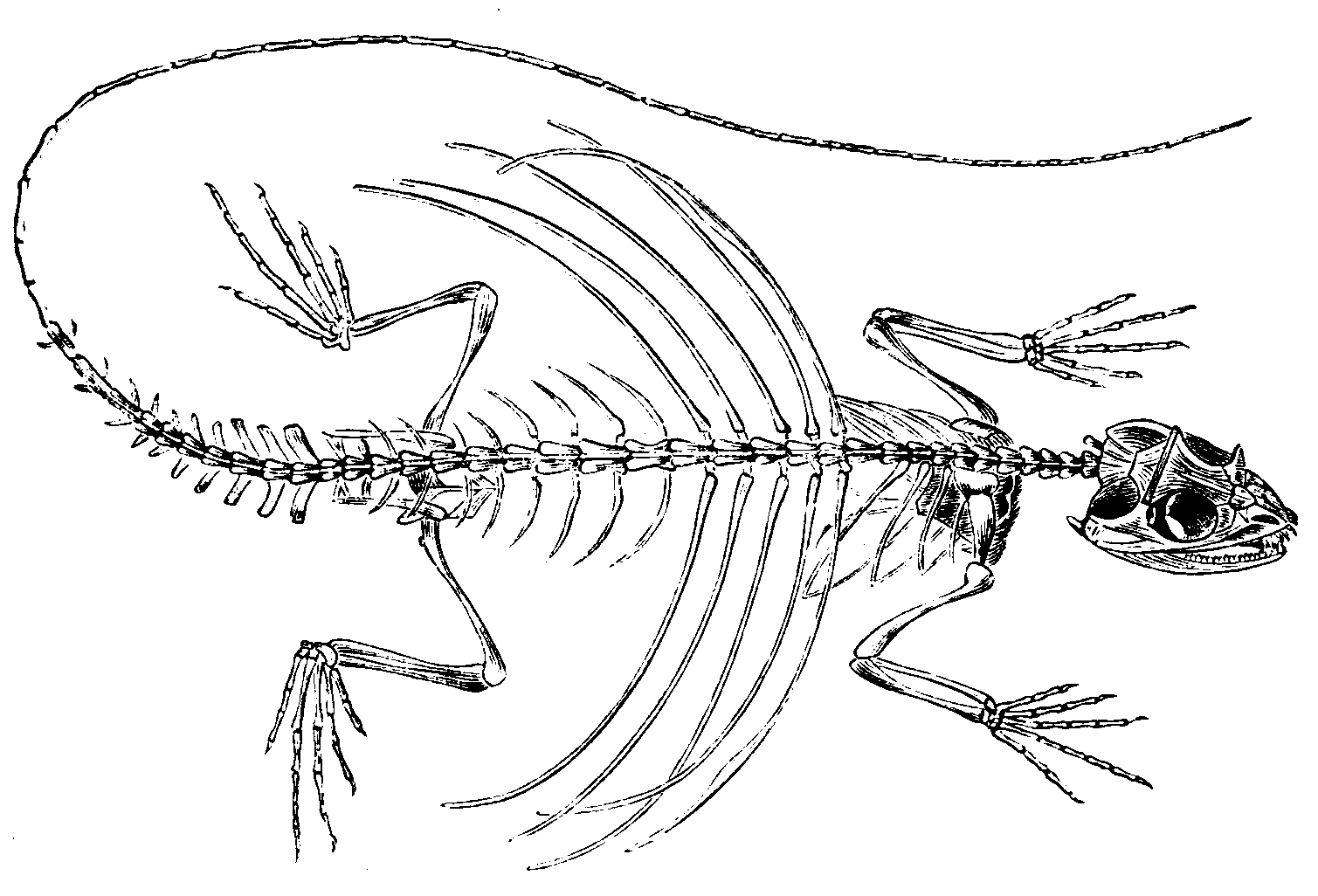
Скелет летучего дракона

Взрослые экземпляры достигают в длину 21 см. Туловище узкое и приплюснутое, у некоторых видов — ярко раскрашенное. Хвост тонкий и длинный, на него может приходиться до половины длины тела. Голова бурого или зелёного цвета с металлическим отблеском.
Характерная особенность представителей этого рода — расположенные по бокам тела широкие кожные складки (мембраны), поддерживаемые ложными рёбрами и способные расправляться в виде крыльев. Благодаря им летучие драконы могут планировать на расстояние свыше 20 м, при этом способны во время полёта изменять направление. У самцов на горле имеется мешковидная кожная складка, выдвигающаяся вперёд, — при планирующем полёте она служит стабилизатором.
Задняя часть летательной перепонки окрашена смесью тёмно-бурого и тёмно-красного цветов, тоже с металлическим отливом. Цвет передней части перепонки у разных ящериц может быть жёлтым, оранжевым, розовым или красным. На этом фоне присутствует множество тёмных чёрточек, точек и пятен, а край перепонки украшен серебристой каёмкой. Лапы, брюхо и хвост также пёстро украшены. Самца легко отличить от самки: у него ярко-оранжевый горловой мешок, а у самок он, как правило, синий или голубой.

## Образ жизни
Обитают летучие драконы в кронах деревьев в тропических лесах, а там, где леса сведены, — на плантациях гевеи, на землю не спускаются. Они также не спускаются до нижнего яруса леса и, как правило, держатся ближе к кронам деревьев. Питаются насекомыми — как взрослыми, так и их личинками. Сидят большей частью неподвижно, будучи незаметными благодаря пёстрой окраске.

## Размножение
Самки летучих драконов откладывают яйца в трещины коры. Молодь вылупляется через несколько недель.

## Распространение
Распространены преимущественно на островах Малайского архипелага, в Юго-Восточной Азии (Индонезия, Малайзия, Филиппины).

## Виды
На июль 2018 года в род включают 42 вида:
- Draco abbreviatus Hardwicke & Gray, 1827
- Draco affinis Bartlett, 1895
- Draco beccarii W. Peters & Doria, 1878
- Draco biaro Lazell, 1987
- Draco bimaculatus Günther, 1864
- Draco blanfordii Boulenger, 1885 — Летучий дракон Блэнфорда
- Draco boschmai Hennig, 1936
- Draco caerulhians Lazell, 1992
- Draco cornutus Günther, 1864
- Draco cristatellus Günther, 1872
- Draco cyanopterus W. Peters, 1867
- Draco dussumieri A.M.C. Duméril & Bibron, 1837 — Индийский летучий дракон
- Draco fimbriatus Kuhl, 1820 — Бахромчатый летучий дракон
- Draco formosus Boulenger, 1900
- Draco guentheri Boulenger, 1885
- Draco haematopogon Gray, 1831 — Краснобородый летучий дракон
- Draco indochinensis M.A. Smith, 1928
- Draco iskandari McGuire et al., 2007
- Draco jareckii Lazell, 1992
- Draco lineatus Daudin, 1802 — Линейчатый летучий дракон
- Draco maculatus (Gray, 1845) — Пятнистый летучий дракон
- Draco maximus Boulenger, 1893 — Большой летучий дракон
- Draco melanopogon Boulenger, 1887 — Чернобородый летучий
- Draco mindanensis Stejneger, 1908
- Draco modiglianii Vinciguerra, 1892
- Draco norvillii Alcock, 1895
- Draco obscurus Boulenger, 1887
- Draco ornatus (Gray, 1845)
- Draco palawanensis McGuire & Alcala, 2000
- Draco quadrasi Boettger, 1893
- Draco quinquefasciatus Hardwicke & Gray, 1827 — Пятиполосый летучий дракон
- Draco reticulatus Günther, 1864
- Draco rhytisma Musters, 1983
- Draco spilonotus Günther, 1872
- Draco spilopterus Wiegmann, 1834
- Draco sumatranus Schlegel, 1844
- Draco supriatnai McGuire et al., 2007
- Draco taeniopterus Günther, 1861
- Draco timoriensis Kuhl, 1820
- Draco volans Linnaeus, 1758 — Обыкновенный летучий дракон
- Draco walkeri Boulenger, 1891

## Галерея

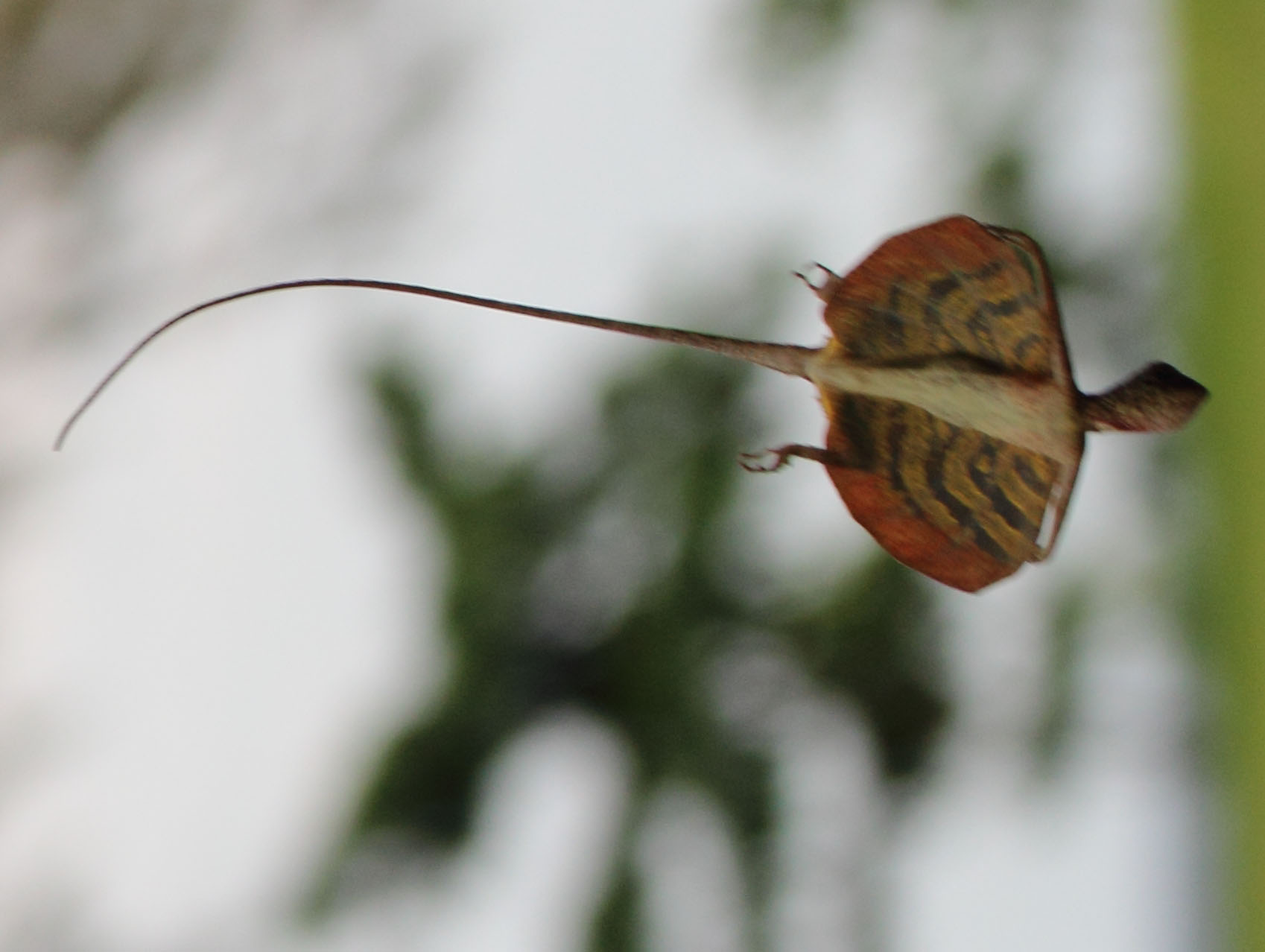
Draco taeniopterus в полёте
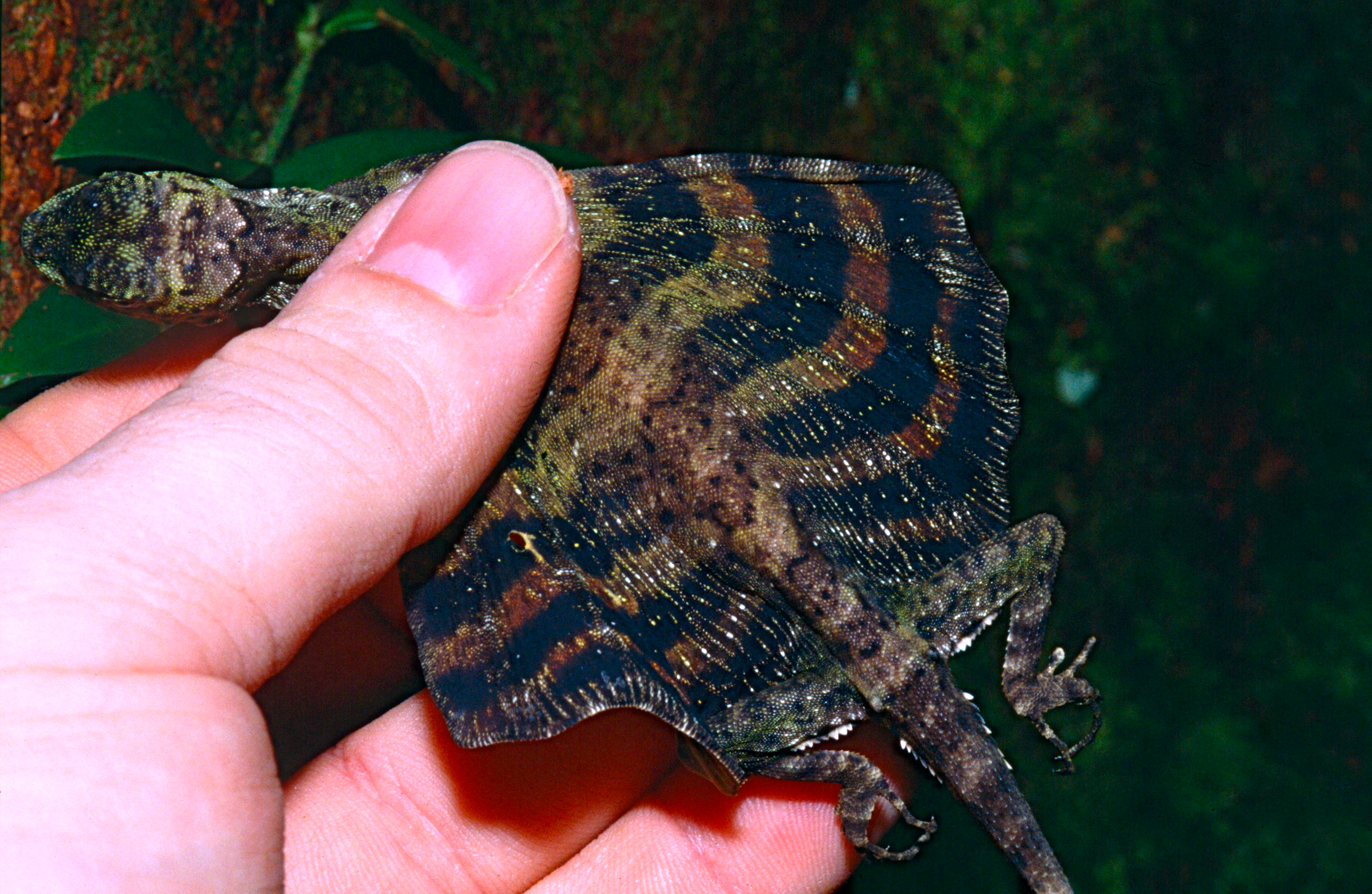
Пятиполосый летучий дракон
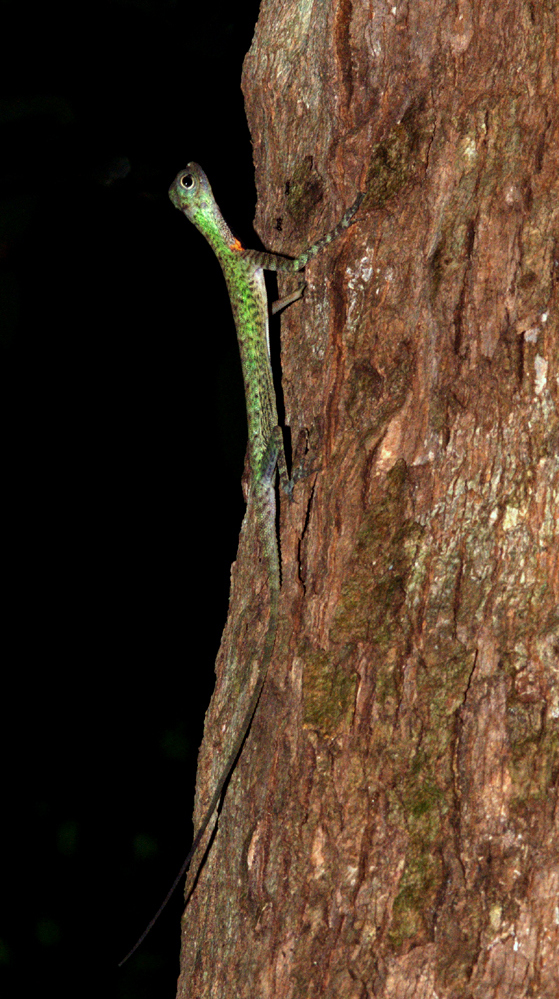
Летучий дракон Блэнфорда
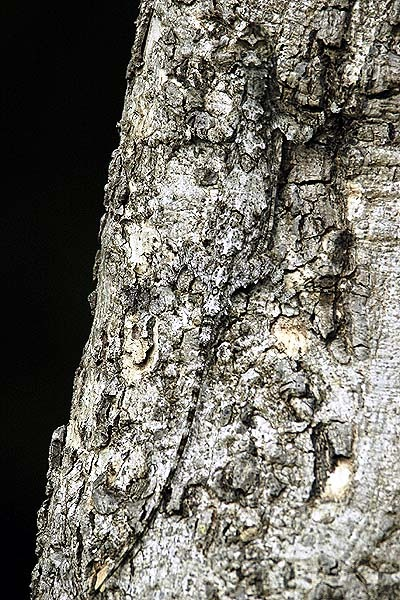
Маскировка индийского летучего дракона